# Phân tích mỏi
Vibration fatigue là một thuật ngữ cơ khí mô tả độ mỏi vật chất, do rung động cưỡng bức có tính chất ngẫu nhiên. Một cấu trúc kích thích theo đáp ứng theo các chế độ động lực học tự nhiên, dẫn đến tải trọng ứng suất động ở các điểm vật chất. Do đó, quá trình mỏi bị chi phối chủ yếu bởi hình dạng của cấu hình kích thích và phản ứng mà nó tạo ra. Do các cấu hình kích thích và đáp ứng tốt hơn là được phân tích trong miền tần số nó là thực tế để sử dụng phương pháp đánh giá độ mỏi, có thể hoạt động trên dữ liệu trong miền tần số, chẳng hạn như mật độ phổ công suất (PSD).
Một phần quan trọng của phân tích độ mỏi rung là phân tích modal, cho thấy các chế độ và tần số tự nhiên của cấu trúc rung và cho phép dự đoán chính xác ứng suất cục bộ cho kích thích đã cho. Chỉ khi đó, khi phản ứng ứng suất được biết, có thể rung động mỏi được mô tả thành công.
Phương pháp cổ điển đánh giá độ mỏi bao gồm tính toán chu kỳ, sử dụng thuật toán dòng chảy và tổng kết bằng phương tiện giả thuyết thiệt hại tuyến tính Palmgren-Miner, để tính tổng thiệt hại của chu kỳ tương ứng. Khi không biết lịch sử thời gian, vì tải là ngẫu nhiên (e.g. a xe hơi trên đường gồ ghề hoặc tuabin gió), những chu trình đó không thể tính được. Nhiều lịch sử thời gian có thể được mô phỏng cho một quá trình ngẫu nhiên nhất định, nhưng quy trình như vậy là cồng kềnh và tốn kém tính toán.
Các phương pháp phân tích mỏi cung cấp một cách tiếp cận hiệu quả hơn, ước lượng chu kỳ mỏi dựa trên những khoảnh khắc của PSD. Bằng cách này, một giá trị được ước tính, nếu không sẽ được tính theo cách tiếp cận miền thời gian. Khi giao dịch với nhiều nút cụ thể, trải nghiệm các phản hồi khác nhau (ví dụ.một mô hình trong một FEM), time-histories không cần phải được mô phỏng. Sau đó nó trở nên khả thi, với việc sử dụng các phương pháp phân tích mỏi, để tính toán chu kỳ mỏi ở nhiều điểm trên cấu trúc và dự đoán thành công nơi xảy ra sự cố nhất có thể xảy ra.

## Ước tính chu kỳ mỏi

### Mô tả tải ngẫu nhiên
Trong một quy trình ngẫu nhiên, biên độ không thể được mô tả như là một hàm của thời gian, vì tính chất xác suất của nó. Tuy nhiên, các thuộc tính thống kê nhất định có thể được trích xuất từ một mẫu tín hiệu, đại diện cho việc thực hiện một quá trình ngẫu nhiên. Một đặc điểm quan trọng đối với trường rung động là biên độ hàm mật độ xác suất, mô tả sự phân bố thống kê biên độ đỉnh. Lý tưởng nhất là xác suất biên độ chu kỳ, mô tả mức độ tải trọng, sau đó có thể được suy luận trực tiếp. Tuy nhiên, vì điều này không phải lúc nào cũng có thể, xác suất được tìm kiếm sau thường được ước tính theo kinh nghiệm.

### Ảnh hưởng của động lực học cấu trúc

First natural mode of a cantilever beam.

Kích thích ngẫu nhiên của cấu trúc tạo ra các phản ứng khác nhau, tùy thuộc vào động lực tự nhiên của cấu trúc được đề cập. Các chế độ tự nhiên khác nhau được kích thích và mỗi chế độ ảnh hưởng rất lớn đến sự phân bố ứng suất trong vật liệu. Quy trình chuẩn là để tính chức năng đáp ứng tần số cho cấu trúc phân tích và sau đó nhận được phản ứng ứng suất, dựa trên tải hoặc kích thích nhất định. Bằng các chế độ khác nhau thú vị, sự lan truyền của rung năng lượng trên một dải tần số ảnh hưởng trực tiếp đến độ bền của cấu trúc. Do đó, phân tích động lực học cấu trúc là một phần quan trọng trong đánh giá độ mỏi.

### Phương pháp phân tích mỏi
Tính toán cường độ thiệt hại rất đơn giản sau khi phân bố biên độ chu kỳ. Phân bố này có thể thu được từ một lịch sử thời gian đơn giản bằng cách đếm chu kỳ. Để lấy nó từ PSD thì phải thực hiện một cách tiếp cận khác.
Các phương pháp rung động khác nhau ước tính cường độ hư hại dựa trên các khoảnh khắc PSD, mô tả đặc tính thống kê của quá trình ngẫu nhiên. Các công thức tính toán ước lượng này là thực nghiệm (với rất ít ngoại lệ) và dựa trên nhiều mô phỏng các quá trình ngẫu nhiên với PSD đã biết. Kết quả là độ chính xác của các phương pháp đó thay đổi, tùy thuộc vào phổ phản ứng phân tích, thông số vật liệu và chính phương pháp - một số chính xác hơn các phương pháp khác.
Phương pháp được sử dụng phổ biến nhất được phát triển bởi T. Dirlik vào năm 1985. Nghiên cứu gần đây về các phương pháp ước tính tuổi thọ của miền tần số so với các phương pháp được thiết lập tốt và các phương pháp gần đây; kết luận cho thấy rằng các phương pháp của Zhao và Baker, được phát triển vào năm 1992 à bởi Benasciutti và Tovo, được phát triển vào năm 2004  cũng rất thích hợp cho phân tích độ mỏi rung.

## Các ứng dụng
Phương pháp phân tích mỏi sử dụng bất cứ nơi nào cấu trúc kinh nghiệm tải, đó là do quá trình ngẫu nhiên. Đây có thể là các lực va chạm trên con đường trải dài trên khung gầm xe, gió thổi vào tuabin gió, sóng đánh vào một công trình ngoài khơi hoặc tàu biển. Tải trọng như vậy lần đầu tiên được đặc trưng theo thống kê, bằng cách đo lường và phân tích. Dữ liệu sau đó được sử dụng trong quá trình thiết kế sản phẩm.
Hiệu quả tính toán của các phương pháp phân tích mỏi đối lập với phương pháp cổ điển, cho phép sử dụng kết hợp với các gói phần mềm FEM để đánh giá độ mỏi sau khi tải được biết và phân tích động lực học đã được thực hiện. Sử dụng các phương pháp phân tích mỏi là rất phù hợp, như phân tích cấu trúc được nghiên cứu trong miền tần số.
Thực hành phổ biến trong ngành công nghiệp ô tô là việc sử dụng gia tốc thử nghiệm rung. Trong quá trình thử nghiệm, một phần hoặc một sản phẩm tiếp xúc với rung, tương quan với những sản phẩm được mong đợi trong chu kỳ dịch vụ của sản phẩm. Để rút ngắn thời gian thử nghiệm, biên độ được khuếch đại. Phổ kích thích được sử dụng là dải rộng và có thể được đánh giá hiệu quả nhất bằng các phương pháp rung động.